# Maison de Bouzey

Armes de Bouzey

Bouzey, ancien village du duché de Lorraine (nommé Dombrot-sur-Vair depuis 1857), donna son nom à une maison illustre de l’ancienne chevalerie. Les armes étaient : D’or au lion de sable.

## Jusqu'à la guerre de Trente ans
Jean de Bouzey, 1er du nom, fils de Ferry de Bouzey, bailli et président des Assises de la province de Vôge (Vosges), était seigneur de Bouzey en 1304.
Gérard de Bouzey, fils de Jean, brillait à la cour du duc de Lorraine Raoul le Vaillant. Il échangea ses droits sur la rivière de Mirecourt en 1338.
En 1401, Jean II de Bouzey, fils de Gérard s’allia avec Marie de Beauffremont, dame de Saint Germain.
Leur fille Louise de Bouzey épousa en 1417 Henri II de Hennezel, gentilhomme verrier et écuyer du Roi.
5 autres siégèrent aux Assises et assistèrent à l’assemblée de la haute noblesse lorraine en 1425.
De cette maison sont sorties les branches suivantes[réf. nécessaire] :
- seigneurs de Saint-Germain, éteinte
- seigneurs de Dombrot, éteinte
- seigneurs de Montplonne, de Vellay et de Damblain, éteinte
- seigneurs de Montplonne

Le château de Bouzey ayant été pris et repris en 1590, 1636-38 et enfin ruiné en 1639, les titres de cette famille ont disparu.

## Sous les derniers ducs de Lorraine
Du mariage en secondes noces de Joseph de Bouzey, ministre du duc Charles IV de Lorraine, avec Françoise Thérèse de Franquemont en 1672, sont issus :
- - Nicolas Joseph (mort en 1746), seigneur de Bouzey et de Dombrot, maréchal de Lorraine et du Barrois et auparavant chambellan, conseiller d’Etat et lieutenant commandant une compagnie de chevau-légers de la garde du duc Léopold. C'est ce dernier qui érigea Dombrot en comté de Bouzey[1] au profit de Nicolas Joseph. En premières noces, Nicolas Joseph a épousé, par contrat du 30 avril 1704, Barbe Françoise Le Bègue, dame de Germiny, baronne de Vitrey, petite-fille de Charles Le Bègue[2], puis en secondes noces Louise de Mauléon-la-Bastide, chanoinesse de Poussay, Tous les enfants de Nicolas Joseph de Bouzey sont nés de son premier mariage. Lorsqu'il a épousé Louise de Mauléon la Bastide, en 1724, il avait 48 ans et elle en avait 58. Le Dictionnaire de la Chesnaye est erroné sur ce point.
    - Christophe II de Bouzey, chambellan successivement du duc Léopold et du roi Stanislas Leszczyński. Il servit comme volontaire avec son cousin germain le prince de Lixin (Jacques Henri de Lorraine, 1698-1734). Il fut aide de camp du maréchal-duc de Belle-Ile au siège de Prague en 1742 et du maréchal de Noailles à l’affaire d’Ettingen en 1743,
    - Léopold Clément de Bouzey, page du duc François III de Lorraine, devenu grand-duc de Toscane ; puis lieutenant des grenadiers dans le régiment du prince Charles-Alexandre de Lorraine, au service de l’empereur Charles VI ; mort de la peste en Hongrie le 13 mai 1740, âgé de 24 ans ;
- Jean Claude, grand doyen de la primatiale de Nancy, abbé de Belchamp (à Méhoncourt), dit l'abbé de Bouzey, qui se fit construire un château à Laneuveville-devant-Nancy.